# Tour della nazionale maschile di rugby a 15 dell'Australia 1927-1928
Tra giugno 1927 e marzo 1928, la squadra dei New South Wales Waratahs, la rappresentativa top del rugby a 15 australiano del tempo, svolse un tour che comprendeva Ceylon, la Gran Bretagna, la Francia, l'Irlanda e il Canada, nel quale disputarono cinque test-match e ventisei incontri minori.

## Ufficialità del tour
Esso viene annoverato tra i tour della nazionale di rugby a 15 dell'Australia in quanto all'epoca il rugby a 15 era di fatto giocato solo nel Nuovo Galles del Sud dopo che la federazione del Queensland si era sciolta nel 1919 e non sarebbe rinata sino al 1929. Dunque la "New South Wales Rugby Union" era rimasta la sola federazione ad amministrare il gioco e a rappresentare il paese in questo sport. Proprio pochi mesi prima infatti l'International Rugby Board aveva richiesto a tale federazione una squadra che affrontasse in modo ufficiale le nazionali britanniche.
Le federazioni europee, a differenza di quella neozelandese, riconobbero come ufficiali i match disputati dalle loro nazionali nel periodo tra le due guerre contro i Waratahs. Per quanto riguarda l'Australia esse vennero annoverate tra i match della rappresentativa dello stato di Sydney e solo nel 1986 l'Australian Rugby Union riconobbe tali match come incontri ufficiali della nazionale Australiana.
Va detto che l'International Board aiutò notevolmente la federazione di Sydney a far sopravvivere il gioco a 15 in Australia, nel momento in cui, come avvenuto a Brisbane, il rugby a 13 stava prendendo il sopravvento.

## La squadra
Un team di ventinove uomini venne selezionato: comprendeva ventotto giocatori del Nuovo Galles del Sud e un solo giocatore del Queensland: la grande ala Tom Lawton Sr., che si sera trasferito a Sydney per continuare la sua carriera, dopo che il rugby union aveva "collassato" a Brisbane.
Capitano era Johnnie Wallace che, studente dell'Università di Sydney, si era trasferito a Oxford grazie ad una borsa di studio ed aveva rappresentato la Scozia in nove test tra il 1921 e il 1926 prima di tornare in patria.
La scelta di Wallace come capitano fu obbligata, essendo egli ben conosciuto in Gran Bretagna: era un giocatore molto esperto, un ottimo organizzatore di gioco e aveva un grande ascendente sui giovani.
Nel tour di nove mesi gli australiani vinsero 24 match, ne pareggiarono 5 e subirono due sole sconfitte, riconquistando una credibilità internazionale persa nel dopoguerra.

## Il tour

### Il viaggio di andata e la preparazione
La squadra lasciò Sydney in treno il 22 luglio per Melbourne. Essi giocarono un match nel pomeriggio contro una squadra locale (Victorian invitation XV) vincendo 19-9 
Salirono a bordo della Ormonde da Melbourne il 26 luglio per Adelaide, dove si fermarono un giorno.
Il 10 agosto, la Ormonde arrivò a Colombo, dove furono ospiti della Colombo Rugby Union e giocarono contro una selezione di Ceylon di fronte a 5.000 spettatori. Ripartirono il giorno dopo alla volta del canale di Suez che attraversarono diretti a Napoli (visitarono Pompei). Altre soste avvennero a Tolone e Gibilterra. Arrivarono a Plymouth il 31 agosto.
La squadra si preparò per due settimane a Teignmouth nel Devon prima del primo match contro Devon and Cornwall il 17 settembre.
Disputarono alcuni match di esibizione, che non vennero conteggiati come match del tour dalla Rugby Union, ma solo come "esibizioni".
| Melbourne 23 luglio 1927 | Victoria | 9 – 19 | N. Galles del Sud | Motordrome |

| Colombo 23 luglio 1927 | Victoria | 2 – 23 | N. Galles del Sud | CH e FC Grounds |

| Plymouth settembre 1927 | Plymouth Albion | 11 – 21 | N. Galles del Sud |  |

| Teignmouth Settembre 1927 | Teignmouth | 3 – 28 | N. Galles del Sud |  |

### La prima parte del tour
Il 17 settembre il tour iniziò ufficialmente con il match contro Devon and Cornwall, due contee britanniche molto quotate che unirono le forze. Quindi gli australiani si trasferirono in Galles, per giocare a Newport, Swansea e Cardiff.
Contro University of Oxford subirono la loro prima sconfitta per 3-0 e si rifecero contro Cambridge.
Altri match furono disputati a Liverpool, Newcastle e Coventry prima di imbarcarsi per Dublino.
| Devonport 17 settembre 1927 | Devon and Cornwall | 3 – 30 | New South Wales XV | Rectory Field |

| Newport 22 settembre 1927 | Newport | 3 – 20 | New South Wales XV | Rodney Parade |

| Port Talbot 24 settembre 1927 | Neath and Abevaron | 5 – 24 | New South Wales XV | Athletic ground |

| Abertillery 27 settembre 1927 | Abertillery and Cross keys | 3 – 13 | New South Wales XV |  |

| Swansea 3 ottobre 1927 | Swansea RFC | 0 – 11 | New South Wales XV | St. Helen's |

| Northampton 6 ottobre 1927 | East Midlands | 6 – 10 | New South Wales XV | Franklin's Gardens |

| Bradford 8 ottobre 1927 | Yorkshire and Cumberland | 3 – 9 | New South Wales XV | Lidget green |

| Glasgow 12 ottobre 1927 | Glasgow | 0 – 10 | New South Wales XV | Old Anniesland Ground |

| Melrose 15 ottobre 1927 | South of Scotland | 0 – 36 | New South Wales XV | The Greenyards |

| Aberdeen 19 ottobre 1927 | North of Scotland | 15 – 21 | New South Wales XV | St Machar Ground |

| Londra 22 ottobre 1927 | London Counties | 0 – 0 | New South Wales XV | Twickenham |

| Oxford 27 ottobre 1927 | Oxford University | 3 – 0 | New South Wales XV | Iffley Road |

| Leicester 29 ottobre 1927 | Leicestershire | 8 – 20 | New South Wales XV | Welford Road |

| Cambridge 2 novembre 1927 | Cambridge University | 11 – 18 | New South Wales XV | Grange Road |

| Londra 2 novembre 1927 | Combined Services | 11 – 13 | New South Wales XV | Twickenham |

### In Irlanda
In Irlanda, i Waratahs disputarono il loro primo test match battendo 5-3 l'Irlanda a Lansdowne Road il 12 novembre.
Seguì un solo altro match contro Ulster.
| Arbitro: | A. Angus |

|             |           |                             |
| c.p.: Ganly | Marcatori | mete:Wallace trasf.: Lawton |

| Belfast 16 novembre 1927 | Ulster | 11 – 13 | New South Wales XV | Ravenhill |

### In Galles
Sulla strada del Galles, i Waratahs disputarono un match a Gosforth, prima di trionfare al Cardiff Arms Park travolgendo il  Galles per 18-8; seguirono alcuni importanti match contro squadre gallesi e inglesi, prima di recarsi in Scozia.
| Gosforth 19 novembre 1927 | Nothumberland-Durham | 9 – 14 | New South Wales XV | County Ground |

| Arbitro: | D. Helliwell |

|                                 |           |                                                |
| mete: Finch, Lewis trasf.: Rees | Marcatori | mete: King, Sheehan Wallace 2 trasf.: Lawton 3 |

| Llanelly 29 novembre 1927 | Llanelli RFC | 14 – 24 | New South Wales XV | Stradey park |

| Cardiff 3 dicembre 1927 | Cardiff RFC | 9 – 15 | New South Wales XV | Arms Park |

| Pontypool 8 dicembre 1927 | Pontypool | 6 – 3 | New South Wales XV |  |

| Birkenhead 10 dicembre 1927 | Lancashire and Chesire | 11 – 19 | New South Wales XV |  |

### Il test con la Scozia
| Arbitro: | W. Llewellyn |

|                                        |           |                                     |
| mete: Graham, Welsh trasf.: Drysdale 2 | Marcatori | mete: E Ford, J Ford trasf.: Lawton |

## In Inghilterra per il Test
Nell'anno nuovo si recarono a Londra dove furono accompagnati in parlamento da Richard Hely-Hutchinson, sesto duca di Donoughmore, segretario della Camera dei Lord, e da Sir James Whitley, Speaker della Camera dei Comuni. Essi furono presentati a Edoardo, principe di Galles al St James's Palace e a Re Giorgio V e alla regina Mary.
Vennero anche invitati ad incontrare il Duca e la Duchessa di York ossia il futuro Re Giorgio VI e consorte.
Quindi finalmente scesero in campo contro Twickenham prima di ripartire verso la Francia.
| Coventry 22 dicembre 1927 | Warwickshire and North Midlands | 5 – 8 | New South Wales XV | Barkers Butts Lane |

| Bristol 31 dicembre 1927 | Gloucester and Somersetshires | 4 – 13 | New South Wales XV | Memorial Ground |

| Arbitro: | T.Vile |

|                                                                 |           |                                       |
| mete: Kirwan-Taylor, Laird Periton, Tucker trasf.: Richardson 3 | Marcatori | mete: E Ford 2, Towers trasf.: Lawton |

## In Francia
Arrivati in Francia a Parigi, partirono per Bordeaux dove, anche a causa della stanchezza del viaggio, subirono una sorprendente sconfitta contro una selezione della Francia Meridionale a Bordeaux, riscattata da una vittoria a Tolosa, contro un'altra selezione.
Quindi tornarono a Parigi dove affrontarono la Francia a Colombes, nel test finale del tour di fronte a 40 000 spettatori (con 2000 poliziotti a trattenere la folla esultante).
| Bordeaux 12 gennaio 1928 | South of France | 19 – 10 | New South Wales XV | Parc Lescure |

| Tolosa 15 gennaio 1928 | Midi | 3 – 11 | New South Wales XV | Stade Ernest-Wallon |

| Arbitro: | T.Bradburn |

|                                         |           |                                            |
| mete: Bonamy, Camel trasf.: A Behoteguy | Marcatori | mete: Ford, Towers, Wallace trasf.: Lawton |

## La parte finale del tour e il ritorno a casa
La chiusura ufficiale del tour avvenne a Londra, dove i Waratahs impattarono per la seconda volta contro la selezione londinese. Dopo una sosta a Liverpool si recarono in Canada dove, dopo alcune tappe, giocarono a Vancouver tre match esibizione, contro club e squadre universitarie, prima di tornare a casa.
| Londra 28 gennaio 1928 | London Counties | 0 – 0 | New South Wales XV | Twickenham |

| Vancouver 25 febbraio 1928 | Vancouver XV | 6 – 9 | New South Wales XV |  |

| Vancouver 29 febbraio 1928 | Varsity | 3 – 55 | New South Wales XV |  |

| Vancouver 3 marzo 1928 | Vancouver XV | 0 – 17 | New South Wales XV |  |

## La squadra
- Manager: E.G. Shaw
- Captain: A.C. Wallace
- Vice-Captain: C.L. Fox

### Squad
| Nome                | Club                                       | Giocate (test) | Giocate (tot) | Ruolo      |
| ------------------- | ------------------------------------------ | -------------- | ------------- | ---------- |
| Alex Ross           | Sydney University                          | 5              | 29            | estremo    |
| A.J.A. Bowers       | Eastern Suburbs RUFC, Randwick             | 1              | 9             | tre quarti |
| J.B. Egan           | Eastern Suburbs                            | 0              | 7             | tre quarti |
| E.E. Ford           | Glebe-Balmain                              | 5              | 21            | tre quarti |
| G.C.Gordon          | Western Suburbs Newcastle YMCA             | 0              | 8             | tre quarti |
| S.C. King           | Western Suburbs                            | 4              | 19            | tre quarti |
| W.H. Mann           | Sydney University                          | 0              | 7             | tre quarti |
| William B.J.Sheehan | Sydney University                          | 2              | 12            | tre quarti |
| Cyril Towers        | Randwick                                   | 3              | 29            | tre quarti |
| Johnnie Wallace     | Sydney University                          | 5              | 22            | tre quarti |
| J.L. Duncan         | Randwick                                   | 0              | 8             | mediano    |
| Syd Malcolm         | Cook's Hill Surf Club Newcastle YMCA Manly | 3              | 11            | mediano    |
| F.W. Meagher        | Randwick                                   | 2              | 12            | mediano    |
| Tom Lawton, Sr.     | Sydney University Western Suburbs          | 5              | 27            | mediano    |
| J.G. Blackwood      | Eastern Suburbs                            | 5              | 23            | avanti     |
| G.V. Bland          | Manly                                      | 0              | 4             | avanti     |
| M.R. Blair          | Western Suburbs                            | 1              | 7             | avanti     |
| J.W.P. Breckenridge | Glebe-Balmain                              | 5              | 26            | avanti     |
| A. N. Finlay        | Sydney University                          | 5              | 24            | avanti     |
| J.A. Ford           | Glebe-Balmain                              | 4              | 25            | avanti     |
| Charlie Fox         | Northern Suburbs                           | 1              | 12            | avanti     |
| E. N. Greatorex     | Newcastle YMCA                             | 2              | 14            | avanti     |
| P.B. Judd           | Western Suburbs                            | 4              | 24            | avanti     |
| G.P. Storey         | Western Suburbs                            | 5              | 20            | avanti     |
| A. N. Tancred       | Glebe-Balmain                              | 3              | 16            | avanti     |
| J.L. Tancred        | Glebe-Balmain                              | 2              | 16            | avanti     |
| K. Tarleton         | Newcastle YMCA                             | 0              | 9             | avanti     |
| E.J. Thorn          | Manly                                      | 0              | 13            | avanti     |
| H.F. Woods          | Newcastle YMCA                             | 4              | 19            | avanti     |